# عزرا فينتر
عزرا فينتر (بالإنجليزية: Ezra Winter)‏ هو رسام أمريكي، ولد في 10 مارس 1886، وتوفي في 6 أبريل 1949.

## معرض صور

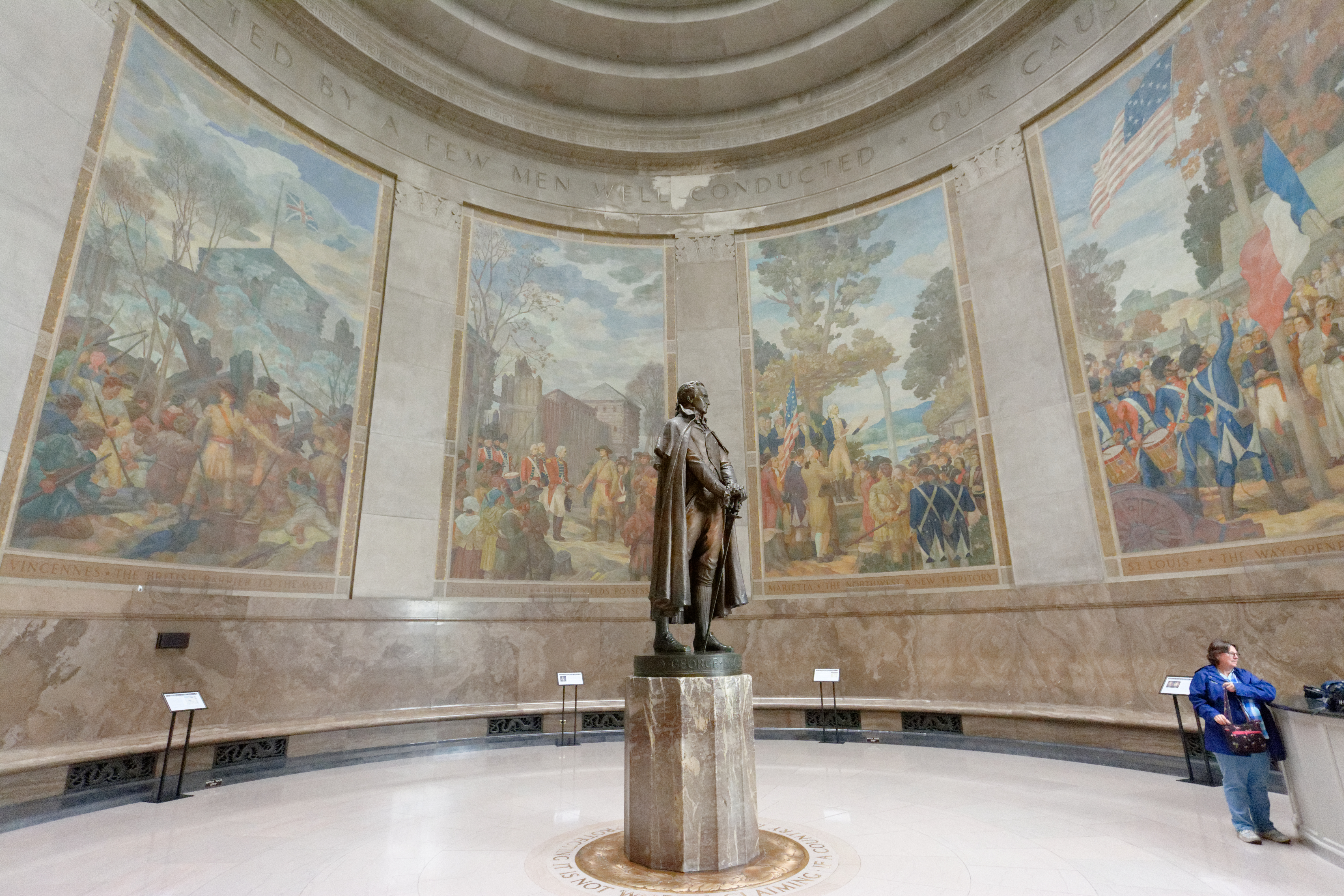
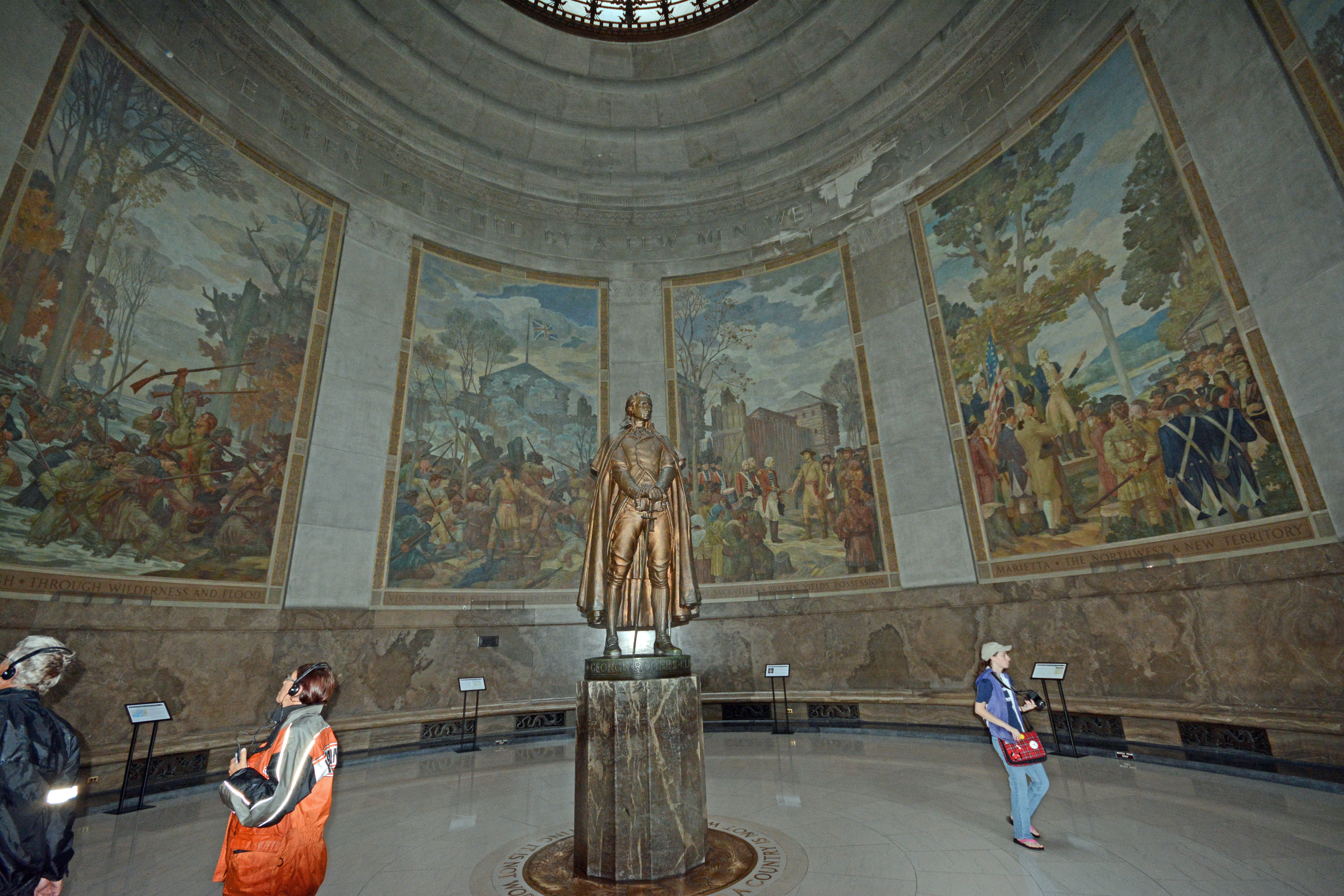
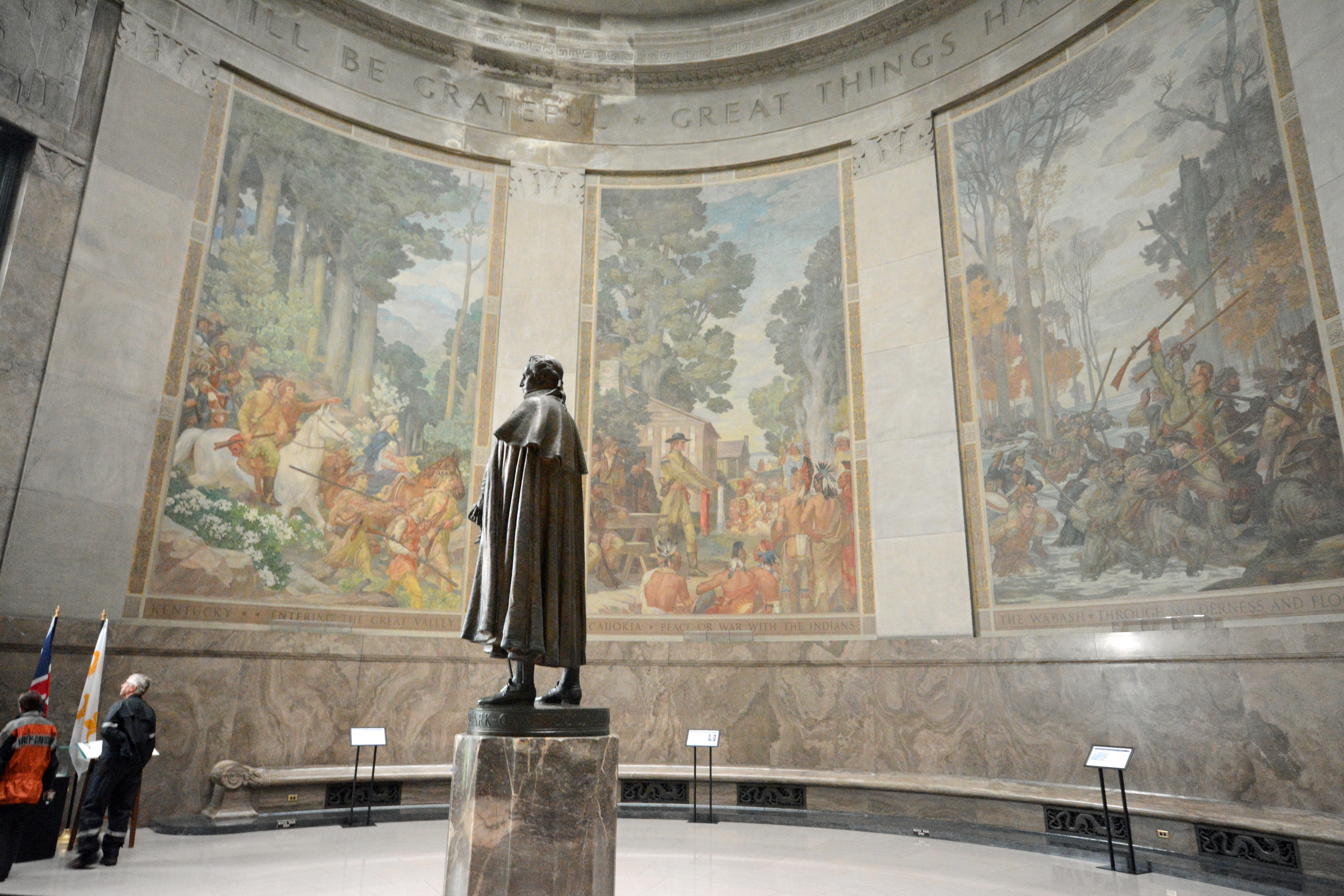